# Skisport in China
Auf dem Territorium von China entwickelte sich gegen Ende des 20. Jahrhunderts der Skisport in größerem Maße. Wichtige Faktoren dafür waren die Veranstaltung von internationalen Ski-Wettbewerben sowie die Gründungen von entsprechenden Sportverbänden.
In der Volksrepublik China wurde 1981 die Chinesische Skisport-Assoziation CSA (chinesisch traditionell 中國滑雪協會) gegründet. Sie hat ihren Sitz im Haidian District von Peking. Im Mai 1981 wurde die CSA in die FIS aufgenommen.
Auch in Taiwan und Hongkong gibt es von der FIS anerkannte Skisport-Organisationen, die Chinese Taipei Ski Association (CT-SA) mit Sitz in Taipeh und die im Jahr 2003 gegründete Ski Association of Hong Kong, China Ltd (SA-HK).

## Geschichte

### Volksrepublik China
Die ersten vereinzelten Skisport-Aktivitäten in der Chinesischen Republik beschränkten sich auf ausgesprochene Bergregionen, wo die Bewohner sich schon immer auf Skiern fortbewegt haben. Und es gab nur sehr wenige Leistungssportler beim Skilaufen, so dass an den Olympischen Winterspielen 1972 in Sapporo, den ersten in Asien überhaupt, nur 5 Skisportler (Abfahrt, Langlauf) teilnahmen, die aus Taiwan kamen.
Die Chinesen erfuhren über Presse, Rundfunk und Fernsehen von diesen für sie neuen Sportmöglichkeiten. Zur Ausbreitung, Organisation und landesweiten Koordinierung des Wintersports gründete sich im Jahr 1981 deshalb der All-Chinesische Ski-Verband Chinesische Skisport-Assoziation (CSA).
Erste Skisport-Erfolge errangen chinesische Athleten bei den Olympischen Winterspielen in Albertville 1992 (drei 12. Plätze im Frauen-Biathlon) und bei den Olympischen Winterspielen Salt Lake City 2002, wohin 66 Sportler aus der Volksrepublik entsendet wurden; zwei Goldmedaillen gab es bei den Eissportarten, beim Shorttrack. Die beste Platzierung im Bereich Ski/Snowboarding war ein 5. Platz von Li Nina beim Freestyle-Skiing.
Die neue Ski-Organisation musste also weiter im Land unermüdlich tätig werden, um den Breiten- und Jugendsport anzukurbeln. Im Jahr 1996 gab es im ganzen Land erst 11 Großskigebiete. Die Zahl von Skisport-Veranstaltungen nahm zu, wie das Beispiel Vasaloppet China zeigt.
Einen großen Aufschwung erlebten und erleben die Wintersport-Anhänger in China, seit das IOC im Jahr 2015 die Ausrichtung der Olympischen Winterspiele 2022 an Peking vergab. Umfangreiche Bauarbeiten für die Trainings- und Wettkampfstätten begannen, Hersteller von Wintersport-Geräten ließen sich in China nieder, Skischulen eröffneten und aus aller Welt werden Trainer engagiert, vor allem die Infrastruktur wird schrittweise verbessert.
Als Herz des chinesischen Skisports galten nun die Nordost-Provinzen Heilongjiang mit dem Skiressort Yabuli und Jilin mit dem Skigebiet Beidahu in der Umgebung von Harbin. Der Leiter des Yabuli Club Med Resorts, Henri Giscard d’Estaing, drückte diese Entwicklung wie folgt aus: „When we opened Yabuli, people looked at us and said, 'You're crazy, the Chinese are not skiers.“ (Huffington Post, Australien)
In Yabuli entstand bis zum Jahr 1996 eine Normalschanze (K90), auf der ausländische Wintersportler die ersten Schanzenrekorde aufstellten. Bald kam noch eine Großschanze (K140) hinzu und die K90 wurde 2008 modernisiert. So konnten auf den Schanzen und Loipen des Yabuli Resort die Wettbewerbe der Winter-Universiade 2009 stattfinden.
Im Jahr 2004 eröffnete auch in der südchinesischen Provinz Hubei ein größeres Skisportgebiet.
Die CSA ermittelte, dass im Jahr 2005 etwa 5 Millionen Chinesen aktiv Skisport betrieben, während es um 2000 nur etwa 200.000 Personen gewesen sind.
Auch in anderen Landesteilen gründeten sich Ski-Sport-Vereine und geeignete Sportanlagen wurden gebaut. Dazu zählen das Nanshan Ski Resort, das Yanqing Shi Jing, das Vanke Songhua Lake Resort, Miyun Nanshan, Wanda Changbaishan International Resort und Chongli Wanlong (Stand Ende 2017); mehr als die Hälfte liegen im Norden Chinas von Westen bis Osten, etwa acht Prozent befinden sich rund um Peking (China Zentral, Provinz Hebei).
Bemerkenswert ist, dass unmittelbar in der Hauptstadt im Stadtteil Beijing Shunyi mit dem Qiaobo seit 2005 eine Skihalle zur Verfügung steht. Noch stärker als der eigentliche Skisport entwickelt sich aber das Snowboarding.
Im Osten, in der Nähe der Stadt Kanas in der Provinz Xinjiang in rund 2000 Metern Höhe wurde 2010 mit der Anlage des damals „größten Skigebiets von Asien“ begonnen. Bis zum Jahr 2020 sollen neben den eigentlichen Sportanlagen Skilifte, ein Golfplatz, Unterkünfte und sogar ein künstlicher See entstehen. Der Staat wird sich das Projekt umgerechnet etwa 515 Millionen Euro kosten lassen.
Im Jahr 2015 gab es insgesamt 568 chinesische Skiresorts, besucht von rund 12,5 Millionen Gästen. Trotzdem hieß es in einem Beitrag des Österreichischen Fernsehens 2015 noch: Nur wenige Chinesen fahren Ski, genannt sind 20 Millionen, also ein Prozent aller Einwohner.
Nach vier Jahren Bauzeit wurde im Juli 2017 das Harbin Wanda Indoor Ski and Winter Sports Resort eingeweiht, es ist noch größer als das vorherige und beansprucht nun, das „größte Skigebiet in Asien“ zu sein (Stand 2017).

### Taiwan
In Taiwan wurde um das Jahr 1970 ein Skizentrum am Berg Acacia auf einer Höhe von mehr als 3.100 Metern eingerichtet, das zunächst nur militärische Bedeutung als Ausbildungszentrum besaß. Ab etwa 1978 gab es die ersten zivilen Skifahrer, die sich in der Organisation ROC Youth Skiing Association zusammenschlossen und meist mit vom Militär geliehener Ausrüstung erste Skilaufveranstaltungen durchführten. Rasch gab es auch Unterstützung der Landesverwaltung Taiwan Provincial Forestry Bureau und es gründeten sich das ROC Ski Committee und die Taiwan Province Sports Association Ski Association. Die Verbreitung des Skisports wurde massiv gefördert, für angehende Leistungssportler wurde das Taiwan Ski Training Camp Songxue an den Berghängen des Hehuanshan mit einem 400 m langen Skilift und Schulungsgebäuden errichtet. Ab Mitte der 1990er Jahre haben jährlich Tausende Schüler hier an Skikursen teilgenommen, die taiwanesischen Leistungssportler nutzen das Camp ebenfalls.
Teile des Trainingscamps werden aber immer weniger genutzt, weil die Zahl der jährlichen Schneetage zu gering ist; Unterhaltungsarbeiten wurden nicht durchgeführt. So sind zu Beginn des 21. Jahrhunderts hier nur noch Reste erhalten.
Für ihren Wintersport reisen die Taiwanesen nun meist nach Japan.
Ein weiterer Schritt war die Umbenennung der zentralen Skiorganisation in die ROC Ski Association, aus der nach internationaler Anerkennung die Chinese Taipei Ski Association hervorging.

### Hongkong
Der Verband organisiert umfangreiche Sportevents, beispielsweise im Dezember 2017 die Hong Kong Inter-School Ski/Snowboard Championship sowie weitere Winterwettbewerbe auf dem chinesischen Festland oder sogar in Japan. Die Mitglieder dieser Organisation werden auch zu internationalen Sport-Veranstaltungen oder Ski-Kongressen in aller Welt geschickt. Die erfolgreichsten Wintersportler der SA-HK werden einmal jährlich mit einem Preis ausgezeichnet.

## Aufgaben und Aktivitäten des Chinesischen Skisport-Verbandes
Das Nationale Olympische Komitee und die CSA sorgen dafür, dass die meisten Skisportwettbewerbe der kommenden Olympischen Winterspiele in der Stadt Zhangjiakou und ihrer Umgebung stattfinden und die erforderlichen Anlagen nach modernsten Aspekten gebaut werden.
Die CSA und die SA-HK arbeiten seit dem Jahr 2004 eng zusammen.

## Organisationsformen

### CSA in der Volksrepublik
Die Skisport-Vereinigung (CSA) untersteht dem Chinesischen Olympischen Komitee. Neben diesem gibt es noch die gesonderten Olympischen Organisationen von Taiwan (Chinese Taipei Olympic Committee) und von Hongkong.
Oberste Leitungsebene der CSA bilden ein Präsident und ein Generalsekretär, im Jahr 2017 sind das Tian Xiao (Präsident) und Youhua Tian (Generalsekretär).
Die CSA gliedert sich in Kommissionen mit folgenden Verantwortungsbereichen:
- Veranstaltungen (Alpinski, Ski Nordisch mit Langlauf und Skisprung, Freestyle, Snowboarding),
- Trainer und Training,
- Wettbewerb,
- Ausrüstung,
- Wissenschaftliche Forschung & Medizin,
- Junior Training,
- Öffentlichkeitsarbeit (Presse- und Werbung),
- Veranstaltungsort,
- Touristische Entwicklung,
- Internationale Verbindungen.

Jeder Kommission gehören Vertreter der chinesischen Skisportgebiete/Ski-Resorts an.
Per 2015 waren etwa 200 größere Skisportgebiete im Land vorhanden, Sportorganisatoren und selbst die Regierung rechnen bis 2022 mit einer Verfünffachung der Zahlen. Auch die aktiven Ski- und Snowboardsportler sollen in dieser Zeit bis auf 300 Millionen steigen.

### CT-SA in Taiwan
Die Generalversammlung mit einem Exekutivdirektor und einem Generalsekretär, ein Präsident und ein Vizepräsident bilden die Leitungsorgane des Skiverbandes aus Taiwan. Alle haben eine Amtszeit von vier Jahren, können aber wiedergewählt werden. Daneben gibt es noch einen Ehrenvorsitzenden, mehrere Ehrenmitglieder und mehrere Berater. Für einzelne Aufgaben gibt es Komitees bzw. Ausschüsse (Auswahl):
- Regelung der internationalen Beziehungen und Mitgliedschaften in entsprechenden Einrichtungen
- Organisations-K. von nationalen und internationalen Skiläufen und Wettbewerbs-Angelegenheiten, Aufstellung von Regelwerken, Klärung von Streitigkeiten
- Entwicklung des einheimischen Ski- und Grasski-Sports
- Trainings-K. mit 7 bis 9 Mitgliedern: Auswahl von Athleten, Trainern und Schiedsrichtern, Aufstellung und Anpassung von Regelwerken, Schulungen, Finanzierungsfragen[18]
- Ausrüstungsfragen
- Medizinische Forschung und Sicherung der Gesundheit der Skisportler
- Medienarbeit.

### SA-HK in Hongkong
Der Hongkonger Ski-Verband (SA-HK) wird geleitet von einem Präsidenten, einem Vizepräsidenten, einem Übersee-Direktor, einem Generalsekretär und einem Direktor für die Sportart Freestyle Downhill. –

### Übergreifendes
Alle drei Chinesischen Ski-Verbände sind auch Mitglieder der Asia Ski Federation.
Zusätzlich hat sich die Chinese Taipei Alpine Association gegründet, die in diesem Unterbereich auch als Vertreter für die Volksrepublik auftritt. Hier werden überwiegend Aufgaben des Bergsteigens wahrgenommen, jedoch auch die Konflikte zwischen dem Bau und Betrieb von Abfahrtspisten und der Erhaltung der Bergregionen werden zur Sprache gebracht. Unter anderem heißt es auf der Webseite: „…it (the CTTA) develops mountain skiing“.